# Хоукинс, Софи Б.
Софи́ Бэ́ллантайн «Б.» Хо́укинс (англ. Sophie Ballantine «B.» Hawkins; 1 ноября 1964, Нью-Йорк, Нью-Йорк, США) — американская певица, автор песен, гитаристка и актриса.

## Биография
Софи Бэллантайн Хоукинс родилась в Нью-Йорке (штат Нью-Йорк, США).
Софи начала свою музыкальную карьеру в 1992 году и в настоящее время она выпустила 5 музыкальных альбомов: «Tongues and Tails» (1992), «Whaler» (1994), «Timbre» (1999), «Wilderness» (2004) и «The Crossing» (2012). Хоукинс сама пишет большинство своих песен и также является гитаристкой. В 1995—2001 года она снялась в двух фильмах и телесериалах.
Софи — пансексуалка. У Хоукинс есть двое детей — сын Дашиэлл Гэстон Хоукинс (род. 18.11.2008) и дочь Эстер Баллантайн Хоукинс (род. 07.07.2015).